# Goiânia EC
Goiânia EC is een Braziliaanse voetbalclub uit Goiânia, de hoofdstad van de staat Goiás.

## Geschiedenis
De club werd opgericht in 1938 en is de oudste club van de staat. Aanvankelijk was de club ook erg succesvol, maar na de opening van het Estádio Serra Dourada kon de club geen titel meer behalen, stadsrivaal Goiás werd nu de grootste club van de staat. Nadat de club in 1991 voor de eerste keer degradeerde keerde de club twee keer eenmalig terug in 1993 en 1997. Van 1999 tot 2003 speelden ze opnieuw vijf jaar op rij in de hoogste klasse. Hierna keerde de club opnieuw eenmalig terug in 2005 en 2007. In 2018, na 11 jaar in het vagevuur van de Segunda Divisão promoveerde de club opnieuw naar de hoogste klasse, de club werd wel maar derde maar profiteerde van een uitbreiding van de hoogste klasse van tien naar twaalf clubs. In 2019 bereikte de club de eindronde om de titel en versloeg daar nog Goianésia. In de halve finale was Goiás te sterk, maar door deze sterke prestatie kwalificeerden ze zich wel voor de nationale Série D van 2020.

## Erelijst
Campeonato Goiano
1945, 1946, 1948, 1950, 1951, 1952, 1953, 1954, 1956, 1958, 1959, 1960, 1968, 1974